# Debenham Islands
Debenham Islands är en ögrupp i Antarktis. Den ligger i havet utanför Västantarktis. Argentina, Chile och Storbritannien gör anspråk på området. I ögruppen finns bland annat öarna Ann Island, Audrey Island, Barbara Island, Barry Island, Brian Island och June Island